# 阿里山龙胆
阿里山龍膽（學名：Gentiana arisanensis）是龙胆属的多年生草本植物，為台湾原生特有種植物。生長在臺灣2000公尺以上的高海拔山區。由早田文藏命名，中文名稱為種小名arisanensis 迻譯而來，據1933年7月10日載明的一份川上瀧彌本種野花的標本採集地是在阿里山山脈祝山（Shuzan）。但實際上阿里山並沒有分佈。

## 生長型態
为多年生草本植物，生長在中高海拔以上陽光充足的開闊地、岩屑或森林。高约10厘米。莖斜立，密集叢生，常分枝在較上部。叶內摺卵形，芒刺狀漸尖頭，密集對生於莖上。漏斗形花冠，粉紅、紫色或深藍色，單朵著生於莖頂，有五裂，雄蕊五枚。褐色倒卵型蒴果。每年4~5月春末夏初為萌芽期，花期6~9月，10~11月結果，冬季進入休眠期。